# COVID-19-Pandemie in Transnistrien
Die COVID-19-Pandemie tritt in Transnistrien seit März 2020 als Teil der weltweiten COVID-19-Pandemie auf, die im Dezember 2019 in China ihren Ausgang nahm. Die COVID-19-Pandemie betrifft die neuartige Erkrankung COVID-19. Diese wird durch das Virus SARS-CoV-2 aus der Gruppe der Coronaviridae verursacht und gehört in die Gruppe der Atemwegserkrankungen. Ab dem 11. März 2020 stufte die Weltgesundheitsorganisation (WHO) das Ausbruchsgeschehen des neuartigen Coronavirus als weltweite Pandemie ein.

## Lage

Lage von Transnistrien

Die Republik Transnistrien entstand zwischen 1990 und 1992 beim Zerfall der Sowjetunion und hat etwas weniger als 500.000 Einwohner. Die Republik ist bisher von keinem anderen Staat anerkannt, völkerrechtlich wird sie als Teil der Republik Moldau betrachtet.

## Verlauf

### Maßnahmen
Laut Auswärtigem Amt hat Transnistrien den Notstand verhängt. Ausländer dürfen nicht mehr einreisen, außer denjenigen Ausländern, die in Transnistrien ihren Wohnsitz haben wie auch Diplomaten und Vertreter internationaler Organisationen. Am 13. März 2020 verhängte die Regierung von Transnistrien den Notstand und ordnete eine allgemeine Quarantäne wie auch ein Verbot von Massenveranstaltung an. Für die öffentlichen Verkehrsmitteln wurden Schutzmaßnahmen angeordnet wie die Desinfektion vor einer Abfahrt der Aufenthaltshallen und der Fahrzeuge am Morgen, in der Mitte und am Ende des Tages. des Weiteren wurde am 16. März angeordnet, dass alle Kindergärten, Schulen, Hochschulen und Universitäten ab dem 17. März bis zum 5. April zu schließen sind. Am 18. März erfolgte die Verhängung eines Einreisestopps für alle Ausländer.
Für den 21. Mai 2020 wurden Lockerungen von Quarantänemaßnahmen angekündigt. So wurde die Öffnung von Geschäften mit separierten Zugängen verfügt, dies gilt auch für freistehende Baumärkte. An den Geschäftseingängen muss die Möglichkeit einer Händedesinfektion bestehen, ferner ist eine kontaktlose Temperaturmessung und das erforderliche Tragen von Nase-Gesichtsmasken von den Betreibern der geöffneten Geschäfte sicherzustellen. Abstandsregeln und die Begrenzung eintretender Personen in die Geschäfte richten sich nach den geltenden Quarantänevorgaben nach Quadratmeter.

### SARS-CoV-2-Infektionen
Am 21. März 2020 wurden die ersten zwei Fälle einer SARS-CoV-2-Infektion in Transnistrien registriert und bis zum 28. April 2020 insgesamt 421 gezählt. Es verstarben 20 Personen. Insgesamt wurden rund 1.000 PCR-Tests auf SARS-CoV-2 in zwei Laboren durchgeführt. Um den Mangel an Desinfektionsmitteln und Schutzkleidung zu entgegnen, wurde die Produktion dieser Artikel in Transnistrien deutlich erhöht. Am 18. Mai 2020 wurden 791 SARS-CoV-2-Infektionen und 32 Todesfälle im Zusammenhang mit der COVID-19-Pandemie gezählt.